# Studio Ponoc
Studio Ponoc (株式会社スタジオポノック Kabushiki-gaisha Sutajio Ponokku?) es un estudio japonés de animación con sede en Musashino, Tokio. Fue fundado por Yoshiaki Nishimura en abril de 2015. Su primer largometraje, Mary to Majo no Hana, se estrenó en 2017 en Japón.

## Historia
Yoshiaki Nishimura fundó Studio Ponoc el 15 de abril de 2015, con varios animadores provenientes del Studio Ghibli. El nombre del estudio significa medianoche en serbocroata.
En 2015, el estudio trabajó en un anuncio de la compañía de ferrocarriles japonesa JR West para su campaña de verano.
Mary to Majo no Hana, la primera película del estudio, se estrenó en julio de 2017 en Japón. La película está basada en The Little Broomstick de Mary Stewart. Varios exempleados de Studio Ghibli se unieron al estudio para trabajar en la película.
A encargo del Comité Olímpico Internacional con motivo de los Juegos Olímpicos de Tokio, Studio Ponoc creó el cortometraje Tomorrow’s Leaves, el cual fue dirigido por Yoshiyuki Momose y está inspirado en los valores olímpicos.
Se estrenó en 2023 el tercer largometraje del estudio, la película The Imaginary, trabajo dirigido por Yoshiyuki Momose.  El cual tendrá su estreno internacional a la través de Netflix para una fecha aún no confirmada durante el año 2024.

## Obras

### Cortos
- Anuncio televisivo para JR West (2015)
- Tomorrow’s Leaves, dirigida por Yoshiyuki Momose (2021)[6]

### Películas
- Mary y la flor de la bruja (メアリと魔女の花 Meari to Majo no Hana?) (2017, dirigida por Hiromasa Yonebayashi)
- Modest Heroes (ちいさな英雄－カニとタマゴと透明人間 Chīsana Eiyū: Kani to Tamago to Tōmei Ningen?) (película de antología compuesta por tres cortometrajes, 2018, dirigida por Hiromasa Yonebayashi, Yoshiyuki Momose y Akihiko Yamashita)
- The Imaginary (屋根裏のラジャー Yaneura no Rudger?) (2023, dirigida por Yoshiyuki Momose)[7][9]